# Jessica Folcker
Jessica Elisabeth Angelique Folcker, född 9 juli 1975 i Huddinge, är en svensk, platinasäljande, pop/R&B-sångerska, låtskrivare, musikkompositör och fotomodell även känd under mononymen Jessica.

## Biografi
Folcker debuterade år 1998 med det självbetitlade albumet Jessica som till största delen skrevs av henne själv och Max Martin. Skivan gavs ut i större delen av Europa där den blev en smash-hit med topplaceringar i flera länder. På Sveriges albumlista uppehöll sig skivan i sammanlagt 22 veckor och nådde en 17:e plats vilket blir Folckers högsta notering hittills på den listan. I flera asiatiska länder certifierades albumet guld eller platina för sin försäljning. Huvudsingeln, "Tell Me What You Like", blev en hit i bland annat Frankrike, Norge och Sverige. Uppföljaren "How Will I Know (Who You Are)" innebar Folckers framgångsrikaste låt i karriären med topp tio-placeringar på majoriteten av singellistorna låten tog sig in på. År 2000 släppes sångerskans andra studioalbum med titeln Dino för att hedra pojkvännen Denniz Pop bortgången i cancer 1998. Skivan misslyckades att matcha föregångarens framgångar men klättrade till en 26:e plats på Sveriges albumlista. Huvudsingeln, "To Be Able to Love", blev sångerskans debut i USA. Dansremixen nådde topp-tio på Billboards danslista Hot Dance Club Play samt en 7:e plats på Maxi Singles Sale. I Sverige nådde låten topp-tjugo. Uppföljaren; "Crash Like a Wrecking Ball", blev en ytterligare topp tjugo-notering på svenska singellistan. Samma år lämnade Folcker sitt dåvarande skivbolag.
Sångerskans senare diskografi består av samlingsalbumet Best och hennes tredje studioalbum På svenska, hennes första svenskspråkiga album som endast nådde topp-femtio och föll ur albumlistan veckan efter. Låten blev en ytterligare internationell succé för Folcker. Folckers senaste skiva, Skin Close gavs ut via hennes eget skivbolag Cosmos Records år 2007.
Jessica Folcker har beskrivits som ett "svenskt pop-fenomen" av Billboard[källa behövs] och rankades som en av Sveriges största och framgångsrikaste sångerskor under 1990-talet. År 2005 tävlade hon i Melodifestivalen med bidraget "Om natten" som kom på en sjätte plats i deltävlingen och slogs ut, 2006 var hon tillbaka i Melodifestivalen med låten "When love's comin' back again" och åkte ur deltävlingen återigen, dock på en sjunde plats denna gång.

## Karriär och liv

### 1975–1997: Tidiga år

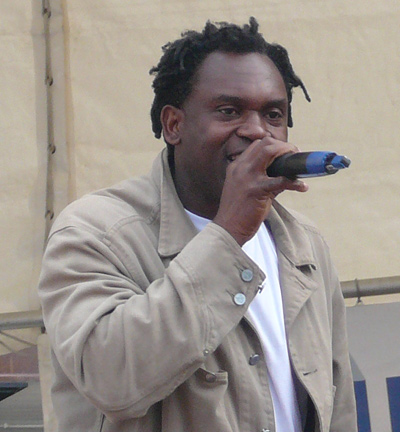
Dr. Alban insåg Folckers potential som sångerska.

Jessica Folcker föddes 1975. Hennes far, Louis, kommer från Senegal och hennes mor Anette är svenska. Redan som liten väcktes Folckers intresse för att sjunga och underhålla. Hennes största musikaliska idoler blev Tina Turner, Madonna och George Michael. Senare studerade hon sex år vid Adolf Fredriks musikskola där hon fick lära sig att använda sin röst. Vid 17 års ålder gick hon ut gymnasiet och hade därefter olika tillfälliga arbeten. Hon började i en klädaffär som ägdes av den svenska musikkompositören Dr. Alban. Han insåg att Folcker hade stor potential som sångerska och bad henne följa med till Cheironstudion. Under följande år var Jessica Folcker bakgrundssångerska och sjöng refrängerna i hiphop och danspoplåtar. Folcker var gästartist på låtar till sångare som Ace of Base, E-type, DeDe och Papa Dee. År 1994 spelade hon in danspoplåten "U Make Me Feel Alright" av kompositören Amadin. Låten trycktes upp i 12"-vinyl, CD och maxi-skivor och gavs ut som en singel via Cheiron. Låten genererade aldrig något större buzz och tog sig inte in på Sverigetopplistan. Under sensommaren sjöng hon på Dr. Albans singel "Let the Beat Go On". Denna låt hade större framgångar och nådde en 17:e plats på Sveriges singellista. Låten blev även en topp tjugo-notering i Nederländerna och Frankrike.
Samma år deltog Jessica Folcker i Fröken Sverige och valdes att representera Stockholm. Hon slutade på delad fjärdeplats. Folcker fortsatte därefter med olika modelljobb och figurerade i kampanjer för bland annat MQ, H&M och Intersport. Fortsättningsvis spelade hon in refrängen på Leila K:s discolåt "Electric" som blev en hit i både Finland och Sverige. Folcker spelade också in låtar med E-type till hans album The Explorer. Detta ledde till singlarna "Calling Your Name" och "I Just Wanna Be With You". Under slutet av 1997 kom Folcker i kontakt med Denniz Pop som erbjöd 21-åringen ett skivkontrakt med Zomba Records. Hon började därefter att jobba på sitt debutalbum med Denniz Pop som mentor.

## Diskografi
Fram till september 2012 har Folcker gett ut fyra studioalbum, ett samlingsalbum, en EP och arton musiksinglar på sitt tidigare skivbolag Jive, Transistor och M&L. År 2007 grundade hon sitt eget skivbolag, Cosmos Records.

### Album

#### Studioalbum
| År          | Titel                                                                                             | Listpositioner | Listpositioner | Listpositioner | Listpositioner | Listpositioner | Listpositioner | Försäljning (Internationellt)  |
| År          | Titel                                                                                             | SVE            | NOR            | BEL            | SCH            | ÖST            | KOR            | Försäljning (Internationellt)  |
| ----------- | ------------------------------------------------------------------------------------------------- | -------------- | -------------- | -------------- | -------------- | -------------- | -------------- | ------------------------------ |
| 1998        | Jessica - 1:a studioalbumet - Släppt: 1 september, 1998 - Format: LP, Kassett, CD                 | 17             | 20             | 30             | 41             | 35             | 3              | 400 000 SVE: Guld KOR: Platina |
| 2000        | Dino - 2:a studioalbumet - Släppt: 26 oktober, 2000 - Format: LP, Kassett, CD                     | 27             | —              | 47             | —              | —              | —              |                                |
| 2005 4 Grav | På svenska - 3:e studioalbumet - Släppt: 27 september, 2005 - Format: LP, CD, Digital nedladdning | 41             | —              | —              | —              | —              | —              |                                |
| 2007        | Skin Close - 4:e studioalbumet - Släppt: 11 juni, 2007 - Format: CD, Digital nedladdning          | —              | —              | —              | —              | —              | —              |                                |

#### Samlingsalbum
|      |                                                                                | Listpositioner | Listpositioner | Listpositioner | Listpositioner | Listpositioner | Listpositioner | Försäljning (Internationellt) |
| SVE  | NOR                                                                            | BEL            | SCH            | ÖST            | KOR            |                |                | Försäljning (Internationellt) |
| ---- | ------------------------------------------------------------------------------ | -------------- | -------------- | -------------- | -------------- | -------------- | -------------- | ----------------------------- |
| 2002 | Best - 1:a studioalbumet - Släppt: 1 september, 2002 - Format: LP, Kassett, CD | —              | —              | —              | —              | —              | —              |                               |

### Singlar
| År   | Titel                           | Album             | Listpositioner | Listpositioner | Listpositioner | Listpositioner | Listpositioner | Listpositioner | Listpositioner | Listpositioner | Listpositioner |
| År   | Titel                           | Album             | SVE            | NOR            | BEL            | FRA            | SCH            | NED            | ÖST            | UK             | USA            |
| ---- | ------------------------------- | ----------------- | -------------- | -------------- | -------------- | -------------- | -------------- | -------------- | -------------- | -------------- | -------------- |
| 1998 | "Tell Me What You Like"         | Jessica           | 10             | 16             | —              | 16             | —              | 61             | —              | —              | —              |
| 1998 | "How Will I Know (Who You Are)" | Jessica           | 7              | 20             | 13             | 62             | 17             | 6              | 4              | 47             | —              |
| 1998 | "Tell Me Why"                   | Jessica           | —              | —              | —              | —              | —              | 85             | —              | —              | —              |
| 1999 | "I Do"                          | Jessica           | 38             | —              | —              | —              | —              | 46             | —              | —              | —              |
| 2000 | "To Be Able to Love"            | Dino              | 17             | —              | —              | 50             | —              | —              | 84             | —              | 4              |
| 2001 | "Crash Like a Wrecking Ball"    | Dino              | 16             | —              | —              | 90             | —              | —              | —              | —              | —              |
| 2001 | "Miracles"                      | Dino              | —              | —              | —              | —              | 30             | —              | —              | —              | —              |
| 2005 | "Du kunde ha varit med mig"     | På svenska        | 38             | —              | —              | —              | —              | —              | —              | —              | —              |
| 2005 | "Om natten"                     | På svenska        | 25             | —              | —              | —              | —              | —              | —              | —              | —              |
| 2006 | "When Love's Coming Back Again" | Enskild utgivning | 38             | —              | —              | —              | —              | —              | —              | —              | —              |
| 2007 | "Snowflakes"                    | Skin Close        | —              | —              | —              | —              | —              | —              | —              | —              | —              |
| 2014 | "Gravity"                       | Enskild utgivning | —              | —              | —              | —              | —              | —              | —              | —              | —              |
|      |                                 |                   | SVE            | NOR            | BEL            | FRA            | SCH            | NED            | ÖST            | UK             | USA            |
|      |                                 | Listettor         | —              | —              | —              | —              | —              | —              | —              | —              | —              |
|      |                                 | Topp 10 hits      | 2              | —              | —              | —              | —              | 1              | 1              | —              | 1              |

#### Marknadsföringssinglar
| År   | Titel                    | Album      | Listpositioner | Listpositioner | Listpositioner | Listpositioner | Listpositioner | Listpositioner | Listpositioner | Listpositioner | Listpositioner |
| År   | Titel                    | Album      | SVE            | NOR            | BEL            | FRA            | SCH            | NED            | ÖST            | UK             | USA            |
| ---- | ------------------------ | ---------- | -------------- | -------------- | -------------- | -------------- | -------------- | -------------- | -------------- | -------------- | -------------- |
| 1998 | "Goodbye"                | Jessica    | —              | —              | —              | —              | —              | —              | —              | —              | —              |
| 2000 | "Love You for All Time"  | Dino       | —              | —              | —              | —              | —              | —              | —              | —              | —              |
| 2000 | "Lost Without Your Love" | Dino       | —              | —              | —              | —              | —              | —              | —              | —              | —              |
| 2005 | "Vad gör jag nu"         | På svenska | —              | —              | —              | —              | —              | —              | —              | —              | —              |
| 2005 | "En annan sång"          | På svenska | —              | —              | —              | —              | —              | —              | —              | —              | —              |

#### Som gästartist
| År   | Titel                           | Album            | Listpositioner | Listpositioner | Listpositioner | Listpositioner | Listpositioner | Listpositioner | Listpositioner | Listpositioner | Listpositioner |
| År   | Titel                           | Album            | SVE            | NOR            | BEL            | FRA            | SCH            | NED            | ÖST            | UK             | USA            |
| ---- | ------------------------------- | ---------------- | -------------- | -------------- | -------------- | -------------- | -------------- | -------------- | -------------- | -------------- | -------------- |
| 2000 | "Trehundra dar"                 | Ny tid, ny strid | 60             | —              | —              | —              | —              | —              | —              | —              | —              |
| 2002 | "(Crack It) Something Going On" | Burnin' Sneakers | 4              | 2              | 31             | —              | 70             | —              | 19             | —              | —              |
| 2014 | "Around the World"              | TBA              | TBA            | —              | —              | —              | —              | —              | —              | —              | —              |